# Бергман, Мэри Кей
Мэри Кей Бергман (англ. Mary Kay Bergman; 5 июня 1961 — 11 ноября 1999) — американская актриса, озвучивавшая ряд ролей в кино и на телевидении. Наиболее известна благодаря озвучиванию значительной части женских персонажей в сериале «Южный Парк».

## Биография
Бергман родилась 5 июня 1961 года в Лос-Анджелесе, штат Калифорния, в семье еврейских родителей. Она была единственным ребенком музыкантов Дэвида "Дэйва" Бергмана и Патриции Пэрис "Пэт" Макгоуэн. Она росла по соседству с Адрианой Каселотти, являющейся оригинальным голосом Белоснежки.

## Карьера
В её карьере наиболее яркими стали роли в сериале «Южный парк» — большая часть женских персонажей в 1—3 сезонах сериала и сопутствующем фильме «Саут-Парк: большой, длинный и необрезанный». Ею были озвучены Шерон Марш, Лиэн Картман, Венди Тестабургер, Шелли Марш, мэр Мэкдэниэлс, мисс Крабтри, миссис Маккормик, Шейла Брофловски, директор школы Виктория.
Также она приняла участие в озвучивании Тимми Тёрнера в «Волшебных покровителях» (из сборника Oh Yeah! Cartoons).

## Смерть и память
Страдая от психического расстройства, вечером 11 ноября 1999 года Бергман застрелилась из дробовика. Первым эпизодом, вышедшим после смерти Мэри Кей, стал «Кошмарный Марвин в космосе». Памяти актрисы посвящён эпизод «Классические рождественские песни от мистера Хэнки» — в его концовке можно увидеть вместе всех персонажей, озвученных Мэри Кей. В титрах мультфильма «Скуби-Ду и нашествие инопланетян» написано: «In Loving Memory of Mary Kay Bergman». Помимо этого, Мэри Кей Бергман озвучила ряд мультфильмов и мультсериалов и около 400 рекламных роликов к мультфильмам. Последний фильм, где она участвовала, — «Балто 2».
Её муж, Дино Эндрейд, основал мемориальный фонд памяти Мэри Кей Бергман.